# Advanced Aviation Threat Identification Program
O Advanced Aviation Threat Identification Program (AATIP) ou Programa Avançado de Identificação de Ameaças Aeroespaciais foi uma iniciativa investigatória financiada pelo governo dos Estados Unidos para o estudo de objetos voadores não identificados. O programa foi tornado público em 16 de dezembro de 2017. O programa começou em 2007, com financiamento de 22 milhões de dólares ao longo de cinco anos, até que as dotações disponíveis terminaram em 2012. O programa começou na Defense Intelligence Agency estadunidense.

## História

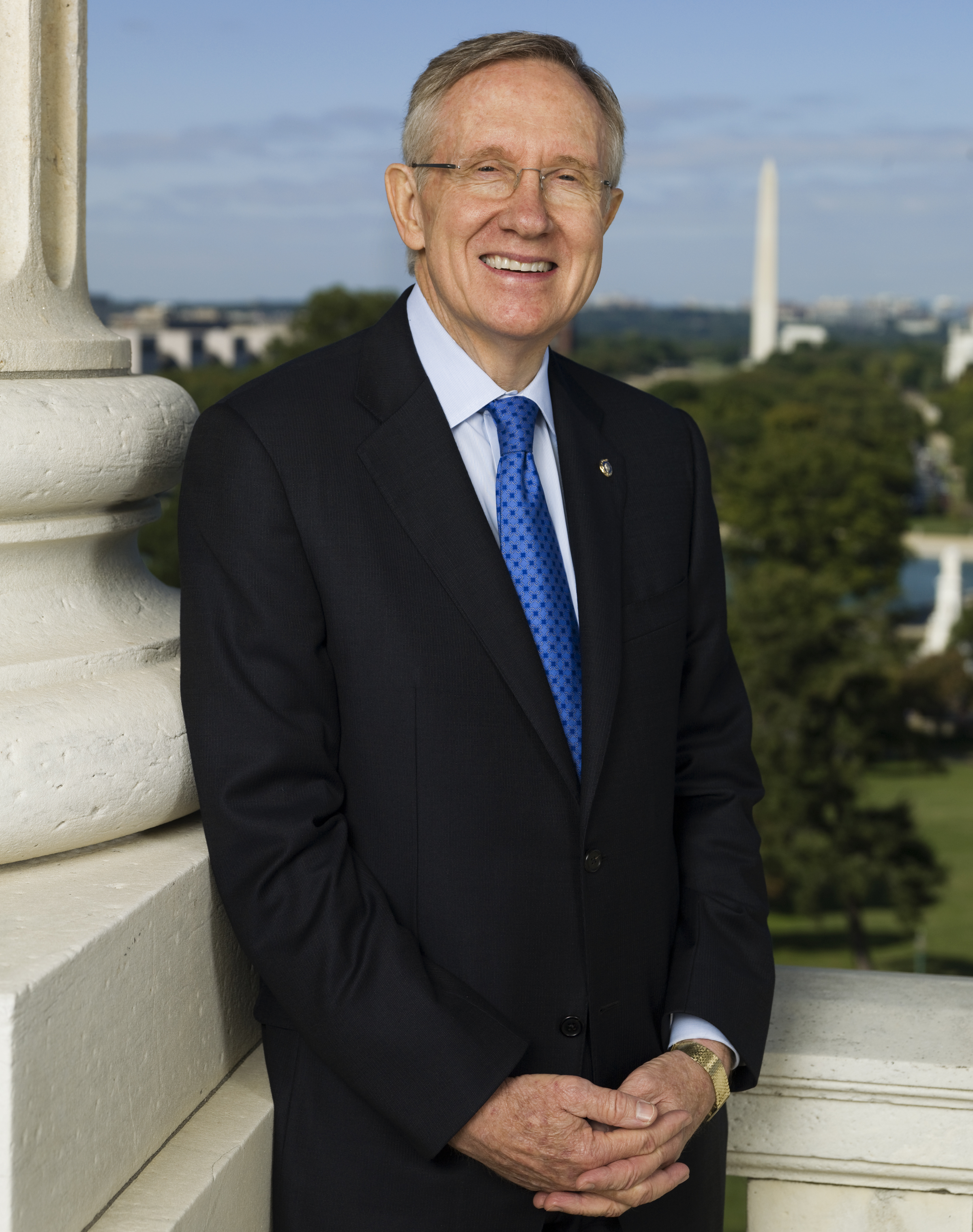
Harry Reid em 2009.

Iniciado pelo então senador estadunidense, Harry Reid (democrata de Nevada), para estudar fenômenos aéreos inexplicados após este ter tido encontros com oficiais da Defense Intelligence Agency, e com o apoio dos falecidos senadores Ted Stevens (republicano do Alaska) e Daniel Inouye (democrata do Havaí), o programa começou na Defense Intelligence Agency em 2007 e terminou após cinco anos, com um orçamento de 22 milhões de dólares distribuídos por cinco anos.
Entrevistado na véspera da divulgação pela mídia, Reid expressou seu orgulho na sua realização e foi citado dizendo: "Eu acho que é uma das coisas boas que fiz no meu serviço do Congresso. Eu fiz algo que ninguém fez antes."
O Advanced Aviation Threat Identification Program gerou um relatório de 490 páginas não divulgado publicamente que documenta alegados avistamentos de OVNI ao longo do mundo por um período de várias décadas.
O programa foi liderado por um oficial da inteligência militar dos EUA chamado Luis Elizondo, que renunciou a seu cargo no Pentágono dos EUA em outubro de 2017 em protesto contra o segredo do governo e a oposição  interna à investigação, dizendo em uma carta de demissão ao secretário de Defesa dos EUA, James Mattis, que o programa não recebia a merecida atenção.
Enquanto o Departamento de Defesa dos Estados Unidos afirmou que o programa foi encerrado em 2012, a natureza exata do fim do programa não é clara.
O Politico publicou uma declaração de um ex-membro da equipe que afirmava que "depois de um tempo o consenso foi que realmente não conseguimos encontrar nada de substância" e que "não havia nada lá que justificasse o uso de dinheiro do contribuinte."
Em contraste, o líder do programa, Luis Elizondo, em uma aparição na CNN na terça-feira, 19 de dezembro de 2017, afirmou: "Nós podemos não estar sozinhos."